# Christopher Rühr
Christopher Rühr, född den 19 december 1993, är en tysk landhockeyspelare.

## Karriär
Christopher Rühr ingick i det tyska landhockeylaget som tog brons vid OS 2016 och silver vid OS 2024.